# City University of New York
City University of New York (CUNY; Nederlands: Stadsuniversiteit van New York) is een verbond van staatsuniversiteiten in de stad New York. Het is de op twee na grootste stedelijke universiteit in de VS. In het academiejaar 2019/20 studeerden meer dan 275.000 studenten aan een van de colleges van de City University of New York.
CUNY werd gevormd in 1961; de geschiedenis gaat echter terug naar 1847, met de oprichting van City College.

## Vestigingen

### Senior colleges
- (1847) City College
- (1870) Hunter College
- (1919) Baruch College
- (1930) Brooklyn College
- (1937) Queens College
- (1946) New York City College of Technology
- (1955) College of Staten Island
- (1964) John Jay College of Criminal Justice
- (1966) York College
- (1968) Lehman College
- (1970) Medgar Evers College

### Community colleges
- (1957) Bronx Community College
- (1958) Queensborough Community College
- (1963) Borough of Manhattan Community College
- (1963) Kingsborough Community College
- (1968) LaGuardia Community College
- (1970) Hostos Community College
- (2011) New Community College

### Graduate en professional schools
- (1961) CUNY Graduate Center
- (1973) Sophie Davis School of Biomedical Education
- (1983) CUNY Law School
- (2005) William E. Macaulay Honors College
- (2006) CUNY Graduate School of Journalism
- (2006) CUNY School of Professional Studies
- (2008) CUNY School of Public Health

## Geschiedenis

### Oprichting
De universiteit is ontstaan uit de fusie van meerdere colleges, waaronder de twee oudste senior colleges, met het meest volledige studieprogramma, al een geschiedenis hebben die teruggaat naar de 19e eeuw.
In 1960 werd John R. Everett de eerste kanselier van het Municipal College System van de stad New York, dat omgedoopt werd tot CUNY. CUNY werd opgericht in 1961, door wetgeving van de staat New York, ondertekend door gouverneur Nelson Rockefeller. De wetgeving integreerde bestaande instellingen en een nieuwe graduate school in een gecoördineerd systeem van hoger onderwijs voor de stad, onder de controle van de "Board of Higher Education of the City of New York", die door de wetgeving van de staat New York in 1926 was opgericht. In 1979 was de Board of Higher Education de "Board of Trustees of the CUNY" geworden.
De instellingen die werden samengevoegd om CUNY te creëren waren:
- De Free Academy - Opgericht in 1847 door Townsend Harris, werd het als "een Vrije Academie met als doel de voordelen van het onderwijs gratis uit te breiden naar personen die leerlingen zijn geweest in de gemeenschappelijke scholen van de stad en het graafschap New York". De Free Academy werd later het City College of New York.
- De Female Normal and High School - Opgericht in 1870, en later omgedoopt tot het Normal College. Het zou in 1914 opnieuw worden omgedoopt tot Hunter College. In het begin van de 20e eeuw breidde Hunter College zijn territorium voor studentenwerving uit tot The Bronx, met een dependance die later zelfstandig werd als het Herbert Lehman College.
- Brooklyn College - Opgericht in 1930.
- Queens College - Opgericht in 1937.

### Toegankelijkheid van hoger onderwijs
CUNY heeft doorheen de geschiedenis een gevarieerd studentencorps opgeleid, met name degenen die uitgesloten waren van of niet in staat waren om zich privé-universiteiten te veroorloven. De vier jaar durende hogescholen boden de armen, de arbeidersklasse en de immigranten van New York, die voldeden aan de eisen van de ingangsexamens en toelatingstesten, een kwalitatief hoogstaand en onderwijsvrij onderwijs aan. Tijdens de periode na de Eerste Wereldoorlog, toen sommige universiteiten van de Ivy League, zoals de Yale-universiteit, Joden discrimineerden, studeerden en doceerden veel Joodse academici en intellectuelen aan CUNY. Het City College of New York ontwikkelde de reputatie "de Harvard van het proletariaat" te zijn.
Terwijl de bevolking van New York en de vraag naar gratis hoger onderwijs tijdens het begin van de 20e eeuw groeide en de stad tezelfdertijd worstelde voor middelen, begonnen de gemeentelijke colleges uit financiële nood langzaam met het aannemen van selectieve inschrijvingsgelden, ook wel bekend als collegegeld, voor een deel van de cursussen en programma's. Tijdens de Grote Depressie, toen de financiering van de openbare scholen nog sterk verder werd beperkt, werden er grenzen gesteld aan de omvang van het publiek dat kosteloos onderwijs aan de hogescholen kon volgen, en inschrijvingsgeld werd gevraagd aan studenten die "bekwaam" werden geacht, maar niet door de toegangstesten academisch gekwalificeerd waren voor gratis deelname aan de voltijdse opleidingen. De meeste van deze studenten met niet voldoende hoge scores op de testen schreven zich in voor deeltijdse programma's, met avondsessies, en betaalden het hiervoor vereiste collegegeld. Bovendien was CUNY, naarmate de bevolking van New York groeide, niet in staat om aan de vraag naar hoger onderwijs tegemoet te komen. Er werden steeds hogere eisen gesteld aan de scores bij toelatingstesten; in 1965 had een student die toegelaten wilde worden tot CUNY gemiddeld 92, oftewel A-, nodig. Dit had als gevolg dat de studentenpopulatie van CUNY grotendeels blank en middenklasse bleef.
De vraag naar hoger onderwijs in de Verenigde Staten nam na de Tweede Wereldoorlog snel toe en in het midden van de jaren veertig van de twintigste eeuw begon een beweging community colleges op te richten om toegankelijk onderwijs en opleidingen aan te bieden. In New York werd de community college-beweging echter beperkt door vele factoren, waaronder "financiële problemen, enge percepties van verantwoordelijkheid, organisatorische zwakheden, negatieve politieke factoren, en andere concurrerende prioriteiten".
De community colleges zouden uit dezelfde stadskas hebben geput die de hogere colleges (senior colleges) financierde, en de ambtenaren van het hoger onderwijs in de stad New York waren van mening dat de staat New York en niet de stad community colleges zou moeten financieren. Pas in 1955, in het kader van een gezamenlijke financieringsregeling met de staat New York, opende de stad New York haar eerste community college, op Staten Island. In tegenstelling tot de studenten die de openbare voltijdse baccalaureaatsopleidingen in dagopleiding van de stad gratis bijwoonden, moesten de studenten van de community colleges collegegeld betalen in het kader van de financieringsformule van de staat. De studenten van community colleges in New York zouden in de eerste tien jaar van hun bestaan collegegeld betalen.
In de loop van de tijd was het collegegeld voor studenten met te lage toegangsscores voor toegang tot het gratis onderwijssysteem een belangrijke bron van inkomsten voor het systeem geworden. In de herfst van 1957, bijvoorbeeld, volgden bijna 36.000 studenten gratis opleidingen aan Hunter, Brooklyn, Queens en City College, maar nog eens 24.000 betaalden collegegeld tot 300 dollar per jaar. Het collegegeld voor studenten en andere collegegelden leverde in 1957 zo'n 17 procent van de 46,8 miljoen dollar inkomsten van de colleges, het ging om ongeveer 7,74 miljoen dollar.
Begin 1961 waren er drie community colleges opgericht in New York door de staat. Het was dat jaar dat de senior colleges van New York door de staat werden gecodificeerd als één enkele universiteit met een kanselier aan het roer en een infusie van staatsfondsen en dit door de vorming van City University of New York. De traagheid van de stad bij het creëren van bijkomende capaciteit in community colleges, terwijl de vraag naar hoger onderwijs toenam, leidde tot toenemende frustratie, met name van de kant van de minderheden, dat toegang tot hoger onderwijs niet beschikbaar was voor hen.
In 1964, toen de New York City's Board of Higher Education de volledige verantwoordelijkheid voor de community colleges overnam en senior en community colleges samen onder de CUNY paraplu vielen, breidden de stadsambtenaren het vrije onderwijsbeleid van de colleges van de stad binnen CUNY ook uit tot de kandidaat studenten van community colleges, een verandering die door burgemeester Robert Ferdinand Wagner jr. in zijn begrotingsplannen werd opgenomen en bij de start van het academisch jaar 1964-65 van kracht werd.
De roep om meer toegang tot openbaar hoger onderwijs van de zwarte en Puerto Ricaanse gemeenschappen in New York, vooral in Brooklyn, leidde tot de oprichting van "Community College Number 7," later Medgar Evers College, in 1966-1967. In 1969 bezette een groep zwarte en Puerto Ricaanse studenten City College en eiste de raciale integratie van CUNY, dat in die tijd een overweldigende blanke studentenpopulatie had.

### Studentenprotest
Studenten op sommige campussen raakten steeds meer gefrustreerd over de manier waarop de universiteit en het bestuur van het hoger onderwijs met het bestuur van de universiteit omgaan. Op Baruch College protesteerden in 1967 meer dan duizend studenten tegen het plan om van de hogeschool een school te maken die zich beperkte tot junior, senior en graduaatsstudenten. Op Brooklyn College probeerden in 1968 de studenten een sit-in te houden om de toelating van meer zwarte en Puerto Ricaanse studenten en extra Africana studies te eisen. De studenten van Hunter College eisten ook een Africana studiesprogramma. Leden van het SEEK-programma, dat academische ondersteuning bood aan zwakker voorbereide en kansarme studenten, gingen in 1969 in Queens College zover de campus te bezetten om te protesteren tegen de beslissingen van de directeur van het programma, die later zou worden vervangen door een zwarte professor. Puerto Ricaanse studenten aan Bronx Community College dienden in 1970 een rapport in bij de New York State Division of Human Rights, waarin ze stelden dat het intellectuele niveau van het college inferieur en discriminerend was. Hunter College werd enkele dagen lamgelegd door een protest van 2000 studenten die een lijst met eisen hadden die gericht waren op meer studentenvertegenwoordiging in het bestuur van de universiteit. In heel CUNY boycotten studenten in 1970 hun campussen om te protesteren tegen een verhoging van het collegegeld en andere zaken, waaronder het voorgestelde (en later geïmplementeerde) open toelatingsplan.
Zoals veel universiteitscampussen in 1970 werd CUNY geconfronteerd met een aantal protesten en demonstraties na het Kent State-bloedbad en de inval door Amerikaanse troepen in Cambodja. De Raad van Bestuur van de City University of New York stuurde de Amerikaanse president Richard Nixon in 1970 een telegram waarin stond: "Geen enkele natie kan de vervreemding van de beste jongeren lang verdragen". Sommige hogescholen, waaronder John Jay College of Criminal Justice, historisch gezien het "college voor agenten", hielden naast studenten- en faculteitsprotesten teach-ins.

### Open toelatingen
Onder druk van gemeenschapsactivisten en Kanselier Albert Bowker van CUNY keurde de Raad van Hoger Onderwijs (BHE) in 1966 een Open Toelatingsplan goed, maar dat zou pas in 1975 volledig worden uitgevoerd. In 1969 namen studenten en docenten van CUNY echter deel aan rally's, stakingen van studenten en klassenboycots om een einde te maken aan het restrictieve toelatingsbeleid van CUNY. CUNY-bestuurders en burgemeester John Lindsay spraken hun steun uit voor deze eisen, en de BHE stemde er in de herfst van 1970 voor om het plan onmiddellijk uit te voeren.
De deuren van CUNY werden wijd opengezet voor al diegenen die een entree eisen, zodat alle afgestudeerden van de middelbare school toegang kregen tot de universiteit zonder dat ze hoeven te voldoen aan de traditionele eisen zoals ingangsexamens of toetscijfers. Dit beleid stond bekend als open toelatingen en verdubbelde bijna het aantal studenten dat zich inschreef in het CUNY-systeem tot 35.000 (vergeleken met 20.000 het jaar daarvoor). Met grotere aantallen kwam er meer diversiteit: De inschrijving van zwarte en Spaanse studenten werd verdrievoudigd. Remediaal onderwijs, als aanvulling op de opleiding van zwakker voorbereide studenten, werd een belangrijk onderdeel van het aanbod van CUNY.
Bovendien werden er op veel CUNY-campussen etnische en Africana studiesprogramma's en -centra opgezet, die bijdragen aan de groei van soortgelijke programma's in het hele land.
De retentie van studenten in CUNY tijdens deze periode was echter laag, met twee derde van de in het begin van de jaren zeventig ingeschreven studenten die binnen vier jaar vertrokken zonder af te studeren. Robert Kibbee was van 1971 tot 1982 bondskanselier van de City University of New York, de op twee na grootste universiteit van de Verenigde Staten.

### Financiële crisis van 1976
In de herfst van 1976, tijdens de fiscale crisis van New York, werd het vrije onderwijsbeleid stopgezet onder druk van de federale overheid, de financiële gemeenschap die een rol had in het redden van de stad van het faillissement, en de staat New York, die de financiering van de hogescholen van CUNY zou overnemen. Inschrijvingsgelden, sinds 1963 in het systeem van de Staatsuniversiteit van New York ingevoerd, werd op alle colleges van CUNY ingesteld.
Ondertussen werden CUNY-studenten toegevoegd aan het op persoonlijke financiële situaties gebaseerde Tuition Assistance Program (TAP) van de staat, dat was opgezet om particuliere universiteiten te helpen. Voltijdse studenten die op basis van hun inkomen voldeden aan de criteria om in aanmerking te komen, ontvingen een TAP, waardoor voor het eerst werd verzekerd dat geen enkele CUNY-student door financiële problemen een universitaire opleiding zou verliezen. Enkele jaren later had de Amerikaanse federale overheid haar eigen op financiële behoeften gebaseerd programma gecreëerd, bekend als de Pell Grants, wat de meest behoeftige studenten een schoolopleiding zonder collegegeld bood. In 1990 was CUNY de op twee na grootste universiteit van de Verenigde Staten, met meer dan 180.000 studenten.
De combinatie van de Pell Grants, het TAP van de staat New York en de voorzieningen van CUNY hadden als geaccumuleerd resultaat dat in 2011 bijna zes van de tien voltijdse graduaatstudenten zich voor een onderwijs zonder collegegeld kwalificeerden.
De inschrijvingscijfers van CUNY zakten terug na de stopzetting van het vrije onderwijsbeleid dat door de combinatie van afwezigheid van toegangstesten en inschrijvingsgelden tot 1976 in voege was geweest. Nadat inschrijvingsgelden terug werden vereist als standaard zakten de cijfers snel. Verdere dalingen van inschrijvingen volgden tijdens de jaren tachtig en negentig van de twintigste eeuw.

### Financiële crisis van 1995
In 1995 volgde voor CUNY een andere fiscale crisis, toen Gouverneur George Pataki een drastische bezuiniging op de staatsfinanciering van het hoger onderwijs voorstelde. De faculteiten schrapten in het aanbod van vakken en programma's, de studenten startten hierover protestacties. Tevergeefs, want CUNY ging toch over tot diepe besnoeiingen in de universiteitsbegroting, en de begroting van de colleges evenals een sterke reductie in het programma-aanbod. En om geld te besparen in het geheel van voorbereidende en remediërende programma's, keurde CUNY een strikter toelatingsbeleid voor zijn gevorderde programma's goed: de zwakker voorbereide kandidaat studenten zouden niet meer worden toegelaten, wat het definitieve einde betekende van het programma van de Open Toelatingen van 1970. De definitieve staatsbegroting van dat jaar reduceerde de financiering met $ 102 miljoen, die CUNY door het verhogen van de inschrijvingsgelden tot $750 en het aanbieden van een pensioneringsaanmoedigingsplan voor faculteitsleden absorbeerde.
In 1999, gaf een werkgroep die door burgemeester Rudolph Giuliani werd samengesteld een rapport uit dat CUNY als "een instelling op drift" beschreef en pleitte voor een betere, meer samenhangende universitaire structuur en beheer, evenals meer consistente academische normen doorheen de instelling. Naar aanleiding van het rapport werd Matthew Goldstein, een wiskundige en academicus die CUNY's Baruch College en kortstondig Adelphi University had geleid, benoemd tot kanselier. CUNY beëindigde zijn beleid van open toelatingen tot zijn vierjarige colleges, verhoogde zijn toelatingsnormen op zijn meest selectieve vierjarige colleges (Baruch, Brooklyn, City, Hunter en Queens), en vereiste dat nieuwe inschrijvers die extra ondersteuning behoefden hun studietraject begonnen aan een CUNY open-admissions community college.

### Nieuwe groei
CUNY's inschrijvingscijfers steeg tot 220.727 studenten in 2005 en 262.321 studenten in 2010 naarmate de universiteit haar academisch aanbod uitbreidde. De universiteit voegde meer dan 2.000 fulltime faculteitsposities toe, opende nieuwe scholen en programma's, en breidde de universitaire fondsenwervingsinspanningen uit om voor hen te helpen betalen. De fondsenwerving steeg van $ 35 miljoen in 2000 tot meer dan $200 miljoen in 2012.